# CDC 3000

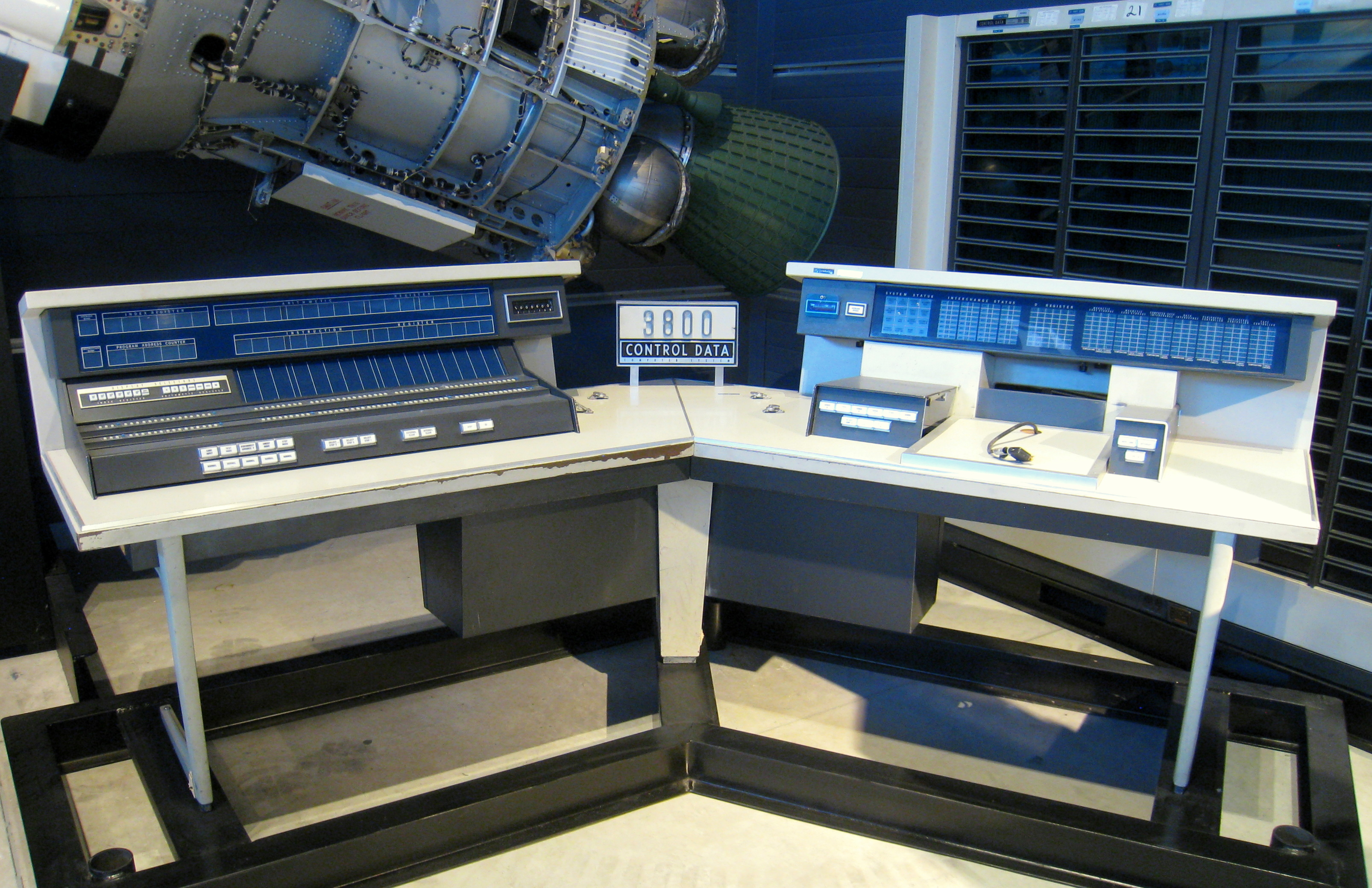
CDC 3800 konzol a Smithsonian Nemzeti Repülési és Űrhajózási Múzeum (National Air and Space Museum) Udvar-Hazy Központjában kiállítva

A CDC 3000 számítógépsorozat a Control Data Corporation terméke volt az 1960-as években, amely a CDC 1604 és CDC 924 rendszerek folytatásának tekinthető. A sorozat számos típussal bővült az idők során, és két részre osztható: a „felső” 3000-es és az „alsó” 3000-es sorozatra. A CDC ezt a típust kivezette a gyártásból az 1970-es évek elején. A 3000-es sorozat nagy bevételt produkált a CDC-nek az 1960-as évek alatt; a sorozat gépeinek eladásából származó bevétel tette lehetővé a CDC 6000 sorozat kifejlesztését.
A felső 3000-es sorozat 48 bites szóhosszt használt. A sorozat első gépe a CDC 3600 volt, ezt 1963 júniusában kezdték szállítani. A CDC 3400 és CDC 3800 típusok szállítása 1965 decemberében kezdődött. Ezeket a gépeket tudományos számítástechnikai alkalmazásra tervezték, és egy kissé háttérbe szorultak a 60 bites CDC 6000 sorozat megjelenésekor – a CDC 6600-ot 1964 decemberében mutatták be és szállítása 1965-ben kezdődött.
Az alsó 3000-es sorozat 24 bites szóhosszal rendelkezett. A modellek a korábbi CDC 924-en alapultak, ami a CDC 1604 24 bites változata. Az első elkészült alsó-3000-es modell a CDC 3200 jelű volt, ez 1964 májusában jelent meg. Ezt követte a kisebb CDC 3100 1965 februárjában, és a CDC 3300 1965 decemberében. A sorozat utolsó tagja az 1967 márciusában megjelent CDC 3500 volt, ebben már integrált áramköröket alkalmaztak diszkrét komponensek helyett. A 3300 és 3500 választható relokációs lehetőségekkel, lebegőpontos aritmetikával és BDP (Business + Data Processing. üzleti és adatfeldolgozó) utasításokkal rendelkezett. Ezek természetesen az üzleti és kereskedelmi számítástechnikai alkalmazásokat célozták.
A felső 3000-es sorozat utasításkészlete nagyobb részt 24 bites utasításokból állt, ezekből kettő fért el egy gépi szóban, emellett voltak 48 bites (egyszavas) utasításai is. Az alsó 3000-es sorozat utasításkészlete csak 24 bites utasításokat tartalmazott, a felső 3000-es rendszerekben alkalmazott utasításkészlet egy részhalmazát. Ez lehetővé tette az összes 3000-es rendszeren futó programok írását. Ezek a rendszerek azonban a korábbi 1604-es és 924-es utasításkészleteken alapultak, így egy kisebb mértékű visszafelé való kompatibilitás is megvolt a sorozatban. A rendszerek azonban eltértek a relokáció (programok elhelyezése a tárban) és a BDP utasítások tekintetében.
A teljes 3000-es szériában ferritgyűrűs memóriát alkalmaztak a tár felépítésére. A CDC 3500-as gép ugyanolyan memóriamodulokat használt, mint amilyeneket a CDC 6000 / Cyber 70 sorozat számítógépeiben alkalmaztak.

## Felépítés
Az alsó 3000 CPU 24 bites architektúrájú: az utasítások hossza 24 bit, ugyanígy a két operandus-regiszter, az A és a Q jelűek. A processzor négy 15 bites indexregisztert is tartalmazott, ezek B0 – B3 jelölést kaptak. A B0 egy rögzített 0 értéket tartalmazott; olvasáskor a 0 eredményt adta, íráskor az értéke nem változott – ezt a módszert előszeretettel alkalmazták a későbbi RISC típusú processzorokban is. A processzorban nem volt állapotregiszter (flag- ill. feltételkód-regiszter). A közvetlenül címezhető tár legfeljebb 32 768 24 bites szóból állhatott, a memória azonban bankszervezésű, és több bank is használható egyszerre. A két- vagy hárombankos konfigurációk voltak a legelterjedtebbek.
Minden utasítás hatbites műveleti kódot (opkód) tartalmaz, egy bit jelzi az indirekt címzési mód használatát, két bit határozza meg az indexregisztert és tizenöt bit a memóriacímet.
Az aritmetika egyes komplemens rendszerű volt (amelynél a negatív szám egyszerűen a pozitív érték bitenkénti inverze), így a nullának két formája és volt: a pozitív nulla és a negatív nulla. Az A és a Q regiszter együtt egy 48 bites regiszterként működhetett bizonyos aritmetikai utasításokban. Az E regiszter 48 bites.
A 3300 CPU körülbelül egymillió utasítást volt képes elvégezni egy másodperc alatt (1 MIPS), ami a szuperszámítógép kategóriába helyezte 1965-ben.
A 3000-es sorozat architektúrájának és alapfelépítésének legnagyobb részét Seymour Cray tervezte, később a tervezést másoknak adta át, mikor nekilátott a CDC 6000 sorozat tervezésének. A 6600-as gép „szuperképességeit” alkotó újítások és egyedi megoldások közül igen sok már a 3000-es sorozat prototípusaiban felbukkant.

## Szoftver
Az alsó 3000-es sorozat korai operációs rendszere az RTS OS nevű volt. Ezt hamarosan felváltotta a MSOS (Mass Storage OS). A CDC 3300 és CDC 3500 típusok legfőbb operációs rendszere a MASTER nevű volt: ez egy megszakításos rendszerű, nagy memóriát támogató, többfeladatos (multitasking) operációs rendszer.
Létezett egy REAL-TIME SCOPE elnevezésű operációs rendszer is az alsó és felső 3000-es rendszerek számára egyaránt. A felső 3000-es rendszerek számára megjelent egy lemezalapú SCOPE verzió is.
A gépekre Fortran, COBOL és ALGOL fordítók voltak elérhetők, ezeket mind a CDC készítette.
A felső 3000-es sorozat számítógépeire a University of Massachusetts Amherst egyetemen kifejlesztettek egy APL rendszert, amelyet a sorozat többi felhasználójának is rendelkezésre bocsátottak.

## Karakterkészlet
A CDC 3xxx gépek operációs rendszerei tipikusan hatbites karaktereket használtak, így a 64 karakteres készlet nem tartalmazott kisbetűket. A készletben a következő karakterek találhatók (a kódok sorrendjében):
A-Z 0-9 + - * / ( ) $ = (space), . # [ ] % " _ ! & ' ? < > @ \ ^ ;
A négybites BCD kódolás hat bitre kiterjesztett változatát BCDIC-nek nevezték (BCD interchange kód).
Az IBM később ennek a további kiterjesztéseként alkotta meg a nyolcbites "kiterjesztett BCDIC", avagy EBCDIC kódolást.
A kódkészletben nincsenek irányítókarakterek sem, pl. nincs kocsi vissza és soremelés karakter sem. Ezeket a rekordszerkezetben kódolták.

## Felhasználók
Az akkoriban szocialista kormányú Magyarország beszerzett egy CDC 3300 gépet 1969 és 1971 között. Ez a gép a Magyar Tudományos Akadémia hatáskörébe tartozott, az 1970-es években főként tudományos számításokat végeztek rajta.

## Fordítás
Ez a szócikk részben vagy egészben  a   CDC 3000 című angol Wikipédia-szócikk ezen változatának fordításán alapul.  Az eredeti cikk szerkesztőit annak laptörténete sorolja fel. Ez a jelzés csupán a megfogalmazás eredetét és a szerzői jogokat jelzi, nem szolgál a cikkben szereplő információk forrásmegjelöléseként.